# Plumieux
Plumieux község Franciaország Bretagne régiójában, Côtes-d’Armor megyében. Lakosainak száma 1654 fő (2022. január 1.). Plumieux Bréhan, Forges de Lanouée, Gomené, La Chèze, La Trinité-Porhoët, Ménéac, Mohon, Plémet és Saint-Étienne-du-Gué-de-l’Isle községekkel határos.
Új községként 2025. január 1-jén jött létre a korábbi Plumieux és további két korábbi község: Le Cambout és Coëtlogon egyesítésével.

## Népesség
A település népességének változása:

| 2021 | 1 653 |
| 2022 | 1 654 |